# Bus Simulator 16
Bus Simulator 16 est un jeu vidéo de simulation de conduite d'autobus de la franchise Bus Simulator, développé par Stillalive Studios et édité par Astragon Entertainment. Le jeu est sorti sur Microsoft Windows et MacOS le 3 mars 2016 et est alimenté par le moteur de jeu Unity.

## Système de jeu
Bus Simulator 16 permet de se déplacer en vue à la première personne et conduire des véhicules de MAN sous licence officielle. Il est possible de créer une compagnie d'autobus et de l'accroitre en transportant les passagers de façon convenable pour gagner des revenus et s'étendre dans toute la ville fictive de Sunny Springs. En plus des bus de ce dernier, Bus Simulator 16 permet aux joueurs de conduire six bus au total dans cinq quartiers différents sur la carte du jeu . Parmi les bus, le jeu a, contrairement à ses successeurs, la particularité d'avoir des bus fictifs créés pour le jeu mais il comprend malgré tout des bus du constructeur MAN. Le jeu possède également un créateur d'itinéraire qui permet au joueur de créer ses propres itinéraires. Le jeu pourvoit aussi un mode multijoueur,.

## Développement et sortie
Bus Simulator 16 est annoncé en juillet 2015. Il s'agit du quatrième opus de la franchise Bus Simulator d'Astragon, mais il est développé pour la première fois par le développeur de jeux vidéo autrichien Stillalive Studios. Il était prévu que le jeu soit publié le 20 janvier 2016 pour Microsoft Windows et macOS, mais la sortie est reportée au 3 mars 2016 en raison de problèmes techniques. Un DLC comprenant trois bus Mercedes-Benz sous licence, dont un autobus articulé Mercedes-Benz Citaro G de 18 mètres de longueur, est disponible au 25 janvier 2017. Son successeur, Bus Simulator 18 est sorti en 2018.